# Heinrich di Coudenhove-Kalergi
Heinrich Johann Maria von Coudenhove-Kalergi, noto anche come Heinrich Coudenhove-Kalergi e fino al 1903 come Conte di Coudenhove (Vienna, 12 ottobre 1859 – Ronsberg, 14 maggio 1906), è stato un viaggiatore e diplomatico austriaco.

## Biografia
Discendeva dalla famiglia nobiliare austro-boema dei Coudenhove-Kalergi, formatasi dal matrimonio, nel 1857, tra il conte Franz Karl von Coudenhove (1825–1893) e Maria Kalergi (1840–1877); la famiglia del padre risaliva alla nobiltà fiamminga mentre la madre aveva ascendenti greco-veneziani.
Parlava 18 lingue, fra cui turco, arabo, giapponese ed ebraico e svolse i suoi incarichi, fra le altre città, ad Atene, Costantinopoli, Rio de Janeiro e Buenos Aires.
Successivamente fu inviato in Giappone, dove rimase per 4 anni, studiando il buddhismo e sposando una giovane donna giapponese, Mitsuko Aoyama, da cui ebbe 7 figli, fra cui Richard Nikolaus, noto per il suo ruolo nell'ideazione del pensiero Pan-Europeo.

## Sintesi del pensiero
In gioventù, Coudenhove-Kalergi fu un antisemita. Iniziò a dimostrare la sua antipatia verso gli Ebrei quando iniziò a lavorare al suo saggio Das Wesen des Antisemitismus (L'essenza dell'antisemitismo), ma successivamente si ricredette una volta pubblicato il libro nel 1901. Seguendo una critica ironica delle moderne teorie razziali, dichiarò che l'essenza dell'antisemitismo consiste in nulla di più credibile del fanatismo religioso, e rintracciò l'origine di tale odio fanatico nella bigotteria religiosa diffusa dalla promulgazione della Torah da parte di Esdra. Secondo Coudenhove-Kalergi, ciò provocò una reazione negativa nei confronti dei più tolleranti politeisti greco-romani. Quindi accreditò agli Ebrei l'origine dell'intolleranza religiosa, condannandola in quanto violazione dei veri principi religiosi, e marchiò ogni sorta di antisemitismo come non-cristiano. Inoltre, sollecitò i Cristiani liberali e gli Ebrei all'alleanza contro la crescente minaccia del secolarismo.
Nonostante si opponesse alle teorie razziali semplicistiche, Coudenhove-Kalergi riconobbe la distinzione etnica degli Ebrei. Nonostante precisasse l'inesistenza di una razza semitica, perché il termine semitico si riferisce ad una famiglia linguistica, si espresse in maniera ambigua dichiarando che le accuse di scarsa creatività rivolte ai Semiti erano smentite da civiltà come quella assira o babilonese, che parlavano lingue semitiche. Cercò inoltre di difendere gli Ebrei dalle accuse di avidità parassitaria e codardia portando controesempi dell'industriosità e del valore militare ebraici.